# Christopher Zanella

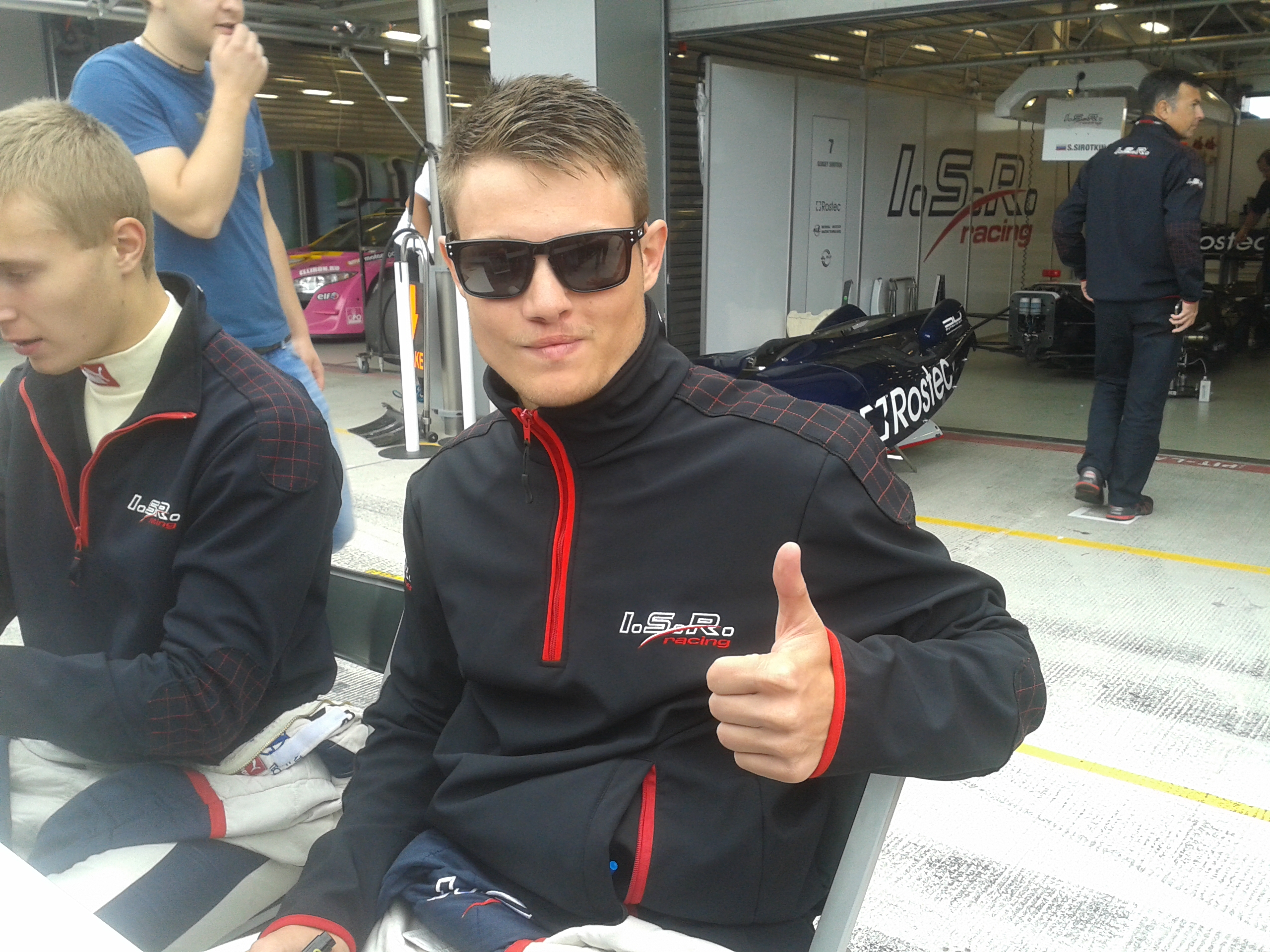
Christopher Zanella 2013

Christopher Zanella (* 21. Oktober 1989 in Waldshut, Deutschland) ist ein ehemaliger Schweizer Automobilrennfahrer. Er startete 2013 in der Formel Renault 3.5.

## Karriere
Im Alter von 13 Jahren begann Zanella 2003 seine Motorsportkarriere im Kartsport, in dem er bis 2007 aktiv war. 2006 debütierte er im Formelsport und trat in der Formel Lista junior an. 2007 startete er bei vier Rennen in der Schweizer Formel Renault. 2008 blieb Zanella in der Schweizer Formel Renault und gewann den Meistertitel dieser Serie vor seinem Landsmann Simon Trummer. Darüber hinaus nahm er an vier Rennen des Formel Renault 2.0 Eurocups teil. 2009 wechselte er zu Motopark Academy in die Formel-3-Euroserie. Sein bestes Ergebnis war ein zweiter Platz beim letzten Saisonrennen auf dem Hockenheimring. In der Gesamtwertung belegte er den 13. Gesamtrang.
2010 wechselte Zanella zu JD Motorsport in die italienische Formel-3-Meisterschaft. Mit einem zweiten Platz beim Saisonauftakt als bestes Resultat belegte er am Saisonende den sechsten Gesamtrang. Ausserdem trat er für Motopark Academy als Gaststarter zu drei und als Einsatzfahrer zu einem Rennwochenenden der Formel-3-Euroserie-Saison 2010 an. In der Gesamtwertung wurde er 15. 2011 nahm Zanella an der FIA-Formel-2-Meisterschaft teil. Mit zwei Siegen, insgesamt sieben Podest-Platzierungen und 193 Punkten wurde er hinter Mirko Bortolotti, der 316 Punkte erzielt hatte, Vizemeister. 2012 absolvierte Zanella eine weitere Formel-2-Saison. Er gewann erneut zwei Rennen und stand siebenmal auf dem Podest. In der Gesamtwertung fiel er im Vergleich zum Vorjahr auf den dritten Platz zurück.
Nachdem die Formel 2 zum Ende der Saison 2012 eingestellt worden war, wechselte Zanella 2013 in die Formel Renault 3.5 zu ISR Racing. Er startete mit einem dritten Platz in Monza in die Saison. Nachdem er in den folgenden zwei Rennen abermals Punkte geholt hatte, blieb er die restliche Saison ohne Punkte. Er beendete die Saison auf dem 16. Platz. Mit 25 zu 61 Punkten unterlag er intern Sergei Sirotkin.
Nach einer Unterbrechung von zwei Jahren setzte Zanella seine Motorsportkarriere 2016 in den ADAC GT Masters beim Porsche-Team von Schütz-Motorsport fort. Zum ersten Einsatz kam er auf dem Porsche GT3 R Mitte April in Oschersleben. Sein Teampartner war der letztjährige Formel 4-Gesamtsieger Marvin Dienst. 2017 wechselte Zanella in den ADAC GT Masters in das Cockpit eines Lamborghini Huracán GT3 bei HB Racing.

## Persönliches
Zanella ist gelernter Polymechaniker.

## Karrierestationen
| - 2003–2007: Kartsport - 2006: Formel Lista junior (Platz 23) - 2007: Schweizer Formel Renault (Platz 19) - 2008: Schweizer Formel Renault (Meister) | - 2008: Formel Renault 2.0 Eurocup (Platz 43) - 2009: Formel-3-Euroserie (Platz 13) - 2010: Italienische Formel 3 (Platz 6) - 2010: Formel-3-Euroserie (Platz 15) | - 2011: Formel 2 (Platz 2) - 2012: Formel 2 (Platz 3) - 2013: Formel Renault 3.5 (Platz 16) - 2016: ADAC GT Masters (Platz 18) - 2017: ADAC GT Masters (Platz 30) |